# Budganja vas
Budganja vas (Duits: Wudigansdorf) is een plaats in Slovenië en maakt deel uit van de gemeente Žužemberk in de NUTS-3-regio Jugovzhodna Slovenija. De plaats telde 98 inwoners op 1 januari 2020.

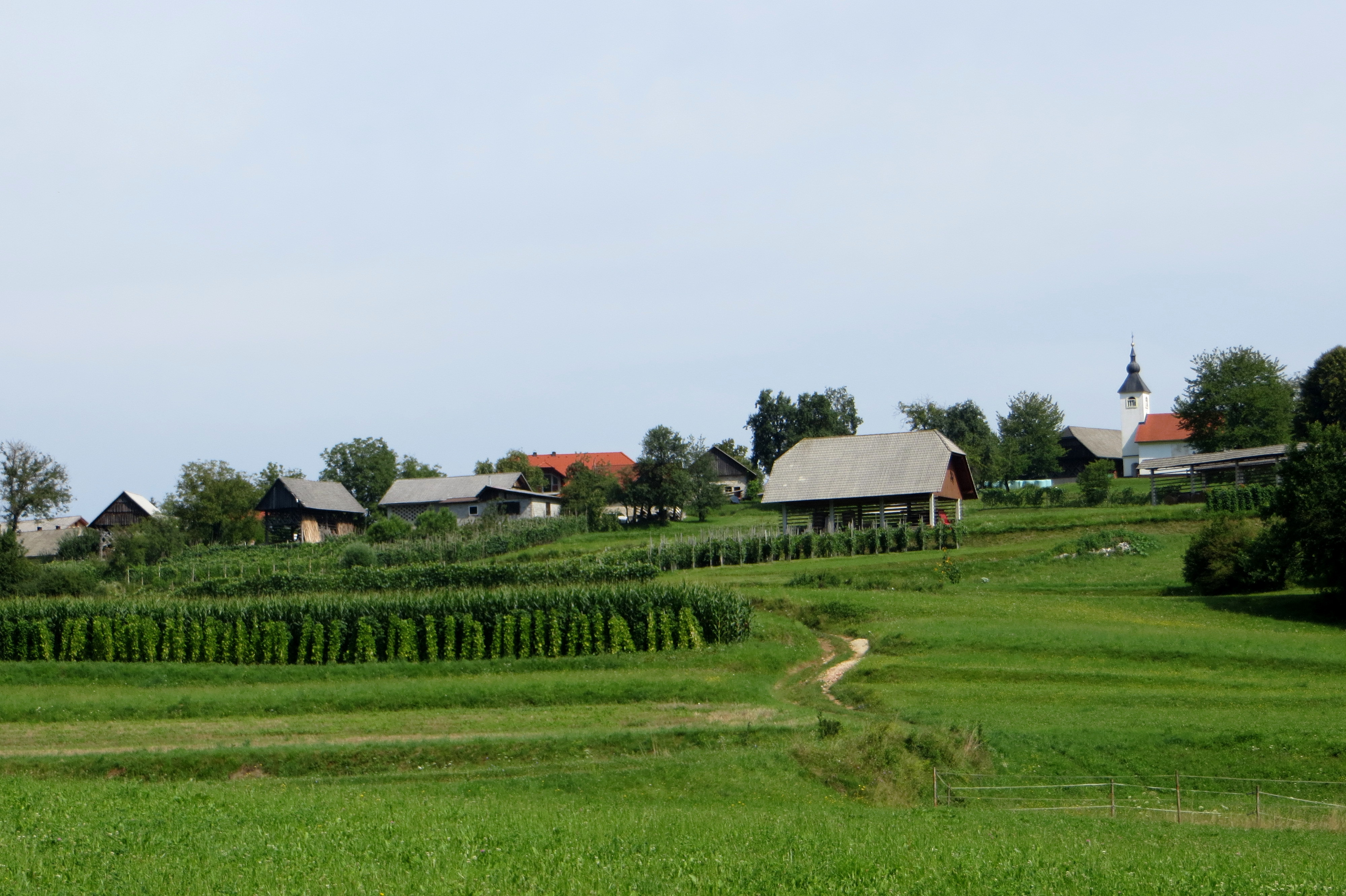
Dorpszicht